# Hypogastrura papillata
Hypogastrura papillata är en urinsektsart som beskrevs av Hermann Gisin 1949. Hypogastrura papillata ingår i släktet Hypogastrura och familjen Hypogastruridae. Inga underarter finns listade i Catalogue of Life.